# Патологическое развитие личности
Патологи́ческое разви́тие ли́чности — виды формирования и динамики расстройств личности в результате взаимодействия комплекса факторов, как то психогенных, конституциональных, органических, соматогенных и других.

## Проявления
При расстройствах личности, обусловленных наследственностью (они также известны как «генуинные, или ядерные психопатии»), патологическое развитие проявляется в гипертрофии, заострении и нарастании определённых черт личности, вызывающих социальную дезадаптацию.
Патологическое развитие личности при псевдопсихопатиях, то есть при расстройствах личности, возникших после перенесённого приступа психоза, характеризуются формированием личности по типам патохарактерологического развития, обычно невротического или постреактивного.
У людей с различными органическими повреждениями головного мозга также возможно возникновение патологического развития личности.
Кроме перечисленного, патологическое развитие личности может вызвать хроническое употребление психостимуляторов, таких как амфетамин или метамфетамин.
Общая характеристика всех видов патологического развития личности — нарастающие изменения личности по определённому типу.
В самых тяжёлых случаях при патологическом развитии достигается уровень психоза, при котором человек теряет способность отдавать отчёт в своих действиях и руководить ими.